# The Last Temptation
The Last Temptation é um álbum conceitual do cantor de rock Alice Cooper, lançado em julho de 1994 pela Epic Records que fala de um garoto chamado Steven (mesmo nome do protagonista de um trabalho anterior de Cooper, Welcome to My Nightmare), e um diretor de circo misterioso.  O diretor de circo, aparentemente com habilidades sobrenaturais, tenta com o uso de versões distorcidas de jogos psicológicos persuadir Steven a unir-se a seu show itinerante, "O Teatro do Real - Do Grande Guignol!", onde ele "nunca cresceria".

## História em Quadrinhos
A história completa foi concebida em uma HQ de 3 partes escrita por Neil Gaiman, das quais a primeira parte acompanhava o álbum.  Na HQ, o diretor do circo (ao qual sempre se refere somente como tal) foi descrito como sendo o próprio Cooper. Páginas da HQ podem ser vistas no vídeo da música Lost in America, sendo lida por Steven.
Originalmente publicada pela Marvel Comics e depois reimpressa pela Dark Horse Comics, como "trade paperback"

## Vídeo
Foram feitos vídeos para as músicas "Lost in America" e "It's Me". Ambos disponíveis para baixar pela Sony/BMG.

## Faixas
1. "Sideshow" (Alice Cooper, Brian Smith, Michael Brooks, Jon Norwood, Dan Wexler, Bud Saylor) – 6:39
2. "Nothing's Free" (Cooper, Wexler, Saylor) – 5:01
3. "Lost in America" (Cooper, Wexler, Saylor) – 3:54
4. "Bad Place Alone" (Cooper, Wexler, Saylor) – 5:04
5. "You're My Temptation" (Cooper, Jack Blades, Tommy Shaw) – 5:09
6. "Stolen Prayer" (Chris Cornell, Cooper) – 5:37
7. "Unholy War" (Cornell) – 4:10
8. "Lullaby" (Cooper, Jim Vallance) – 4:28
9. "It's Me" (Cooper, Blades, Shaw) – 4:39
10. "Cleansed By Fire" (Cooper, Mark Hudson, Steve Dudas, Saylor) – 6:12

## Músicos
- Alice Cooper – Vocais
- Stef Burns – Guitarra, vocais de apoio
- Greg Smith – Baixo, vocais de apoio
- Derek Sherinian – Teclados, vocais de apoio
- David Uosikkinen – bateria

Pessoal adicional
- Chris Cornell – vocais em "Stolen Prayer" e "Unholy War"
- Don Wexler – guitarra em "Lost In America"
- John Purdell – teclados em "You're My Temptation", "Lullaby" e "It's Me"
- Lou Merlino – vocais de apoio
- Mark Hudson – vocais de apoio
- Craig Copeland – vocais de apoio
- Brett Hudson – vocais de apoio